# Raymond Victoria
Raymond Victoria Victoria (Utrecht, 10 ottobre 1972) è un ex calciatore olandese, di ruolo centrocampista.

## Carriera

### Club
Victoria Raymond cresce nelle giovanili del VVIJ, squadra nella provincia di Utrecht, sua città di nascita.
In seguito si trasferisce al Feyenoord dove entra a far parte del settore giovanile della squadra olandese. Gioca la sua prima ed unica presenza in prima squadra nella stagione 2008-2009, in quanto nella stagione successiva non scenderà mai in campo.
Nel 1991 viene acquistato dal Bayern Monaco che lo aggrega alla squadra riserve del Bayern. Gioca due stagioni con la squadra riserve senza mai esordire in prima squadra.
Nel 1993 ritorna in Paesi Bassi vestendo la maglia del De Graafschap. Gioca in tutto per 5 stagioni collezionando 139 presenze e 16 gol.
Nel 1998 passa al Willem II, squadra con cui giocherà per 8 stagioni, diventandone capitano e giocatore simbolo con 198 gare e 5 gol in campionato.
Inoltre fa il suo esordio in competizioni europee giocando tutte e 6 le gare della fase a gironi della UEFA Champions League 1999-2000 ed entrambe le gare del primo turno della Coppa UEFA 2005-2006 perso contro il Monaco.
Nel 1998 tenta nuovamente un'esperienza all' estero con la maglia dell'AEK Larnaca, dove resterà una stagione (22 presenze) prima di tornare in patria a chiudere la sua carriera nell'ADO Den Haag (12 presenze).
Terminata la sua carriera da calciatore torna al Willem II come allenatore delle giovanili, chiamate Regionale Jeugdopleiding Willem II / RKC.

### Nazionale
Ha giocato 5 gare con l'Under-19, prima di fare il suo debutto in Nazionale maggiore il 18 febbraio 2004, giocando nella gara persa 2-0 contro Antigua e Barbuda valida per il gruppo 7 della CONCACAF. Gioca altre due gare contro l'Honduras

## Statistiche

### Presenze e reti nei club
| Stagione                | Squadra                 | Campionato              | Campionato | Campionato | Coppa nazionale | Coppa nazionale | Coppa nazionale | Coppe europee | Coppe europee | Coppe europee | Altre coppe | Altre coppe | Altre coppe | Totale | Totale |
| Stagione                | Squadra                 | Comp                    | Pres       | Reti       | Comp            | Pres            | Reti            | Comp          | Pres          | Reti          | Comp        | Pres        | Reti        | Pres   | Reti   |
| ----------------------- | ----------------------- | ----------------------- | ---------- | ---------- | --------------- | --------------- | --------------- | ------------- | ------------- | ------------- | ----------- | ----------- | ----------- | ------ | ------ |
| 1989-1990               | Feyenoord               | ED                      | 1          | 0          | CO              | -               | -               | -             | -             | -             | -           | -           | -           | 1      | 0      |
| 1990-1991               | Feyenoord               | ED                      | 0          | 0          | CO              | -               | -               | -             | -             | -             | -           | -           | -           | 0      | 0      |
| Totale Feyenoord        | Totale Feyenoord        | Totale Feyenoord        | 1          | 0          |                 | -               | -               |               | -             | -             |             | -           | -           | 1      | 0      |
| 1991-1992               | Bayern Monaco II        | RS                      | -          | -          | -               | -               | -               | -             | -             | -             | -           | -           | -           | -      | -      |
| 1992-1993               | Bayern Monaco II        | RS                      | -          | -          | -               | -               | -               | -             | -             | -             | -           | -           | -           | -      | -      |
| Totale Bayern Monaco II | Totale Bayern Monaco II | Totale Bayern Monaco II | -          | -          |                 | -               | -               |               | -             | -             | -           | -           | -           | -      | -      |
| 1993-1994               | De Graafschap           | JL                      | 20         | 0          | CO              | -               | -               | -             | -             | -             | -           | -           | -           | 20     | 0      |
| 1994-1995               | De Graafschap           | JL                      | 33         | 9          | CO              | -               | -               | -             | -             | -             | -           | -           | -           | 33     | 9      |
| 1995-1996               | De Graafschap           | ED                      | 28         | 5          | CO              | -               | -               | -             | -             | -             | -           | -           | -           | 28     | 5      |
| 1996-1997               | De Graafschap           | ED                      | 32         | 2          | CO              | -               | -               | -             | -             | -             | -           | -           | -           | 32     | 2      |
| 1997-1998               | De Graafschap           | ED                      | 26         | 0          | CO              | -               | -               | -             | -             | -             | -           | -           | -           | 26     | 0      |
| Totale De Graafschap    | Totale De Graafschap    | Totale De Graafschap    | 139        | 16         |                 | -               | -               |               | -             | -             |             | -           | -           | 139    | 16     |
| 1998-1999               | Willem II               | ED                      | 15         | 1          | CO              | -               | -               | -             | -             | -             | -           | -           | -           | 15     | 1      |
| 1999-2000               | Willem II               | ED                      | 32         | 2          | CO              | -               | -               | UCL           | 6             | 0             | -           | -           | -           | 38     | 2      |
| 2000-2001               | Willem II               | ED                      | 25         | 0          | CO              | -               | -               | -             | -             | -             | -           | -           | -           | 25     | 0      |
| 2001-2002               | Willem II               | ED                      | 26         | 0          | CO              | -               | -               | -             | -             | -             | -           | -           | -           | 26     | 0      |
| 2002-2003               | Willem II               | ED                      | 24         | 0          | CO              | -               | -               | -             | -             | -             | -           | -           | -           | 24     | 0      |
| 2003-2004               | Willem II               | ED                      | 21         | 2          | CO              | -               | -               | -             | -             | -             | -           | -           | -           | 21     | 2      |
| 2004-2005               | Willem II               | ED                      | 30         | 1          | CO              | 2               | 0               | -             | -             | -             | -           | -           | -           | 32     | 1      |
| 2005-2006               | Willem II               | ED                      | 25         | 0          | CO              | -               | -               | CU            | 2             | 0             | -           | -           | -           | 27     | 0      |
| Totale Willem II        | Totale Willem II        | Totale Willem II        | 198        | 6          |                 | 2               | 0               |               | 8             | 0             |             | -           | -           | 208    | 6      |
| 2006-2007               | AEK Larnaca             | A                       | 22         | 0          | CC              | -               | -               | -             | -             | -             | -           | -           | -           | 22     | 0      |
| 2007-2008               | ADO Den Haag            | JL                      | 12         | 0          | CO              | -               | -               | -             | -             | -             | -           | -           | -           | 12     | 0      |
| Totale Carriera         | Totale Carriera         | Totale Carriera         | 372        | 22         |                 | 2               | 0               |               | 8             | 0             |             | -           | -           | 382    | 22     |

### Cronologia presenze e reti in Nazionale
| Cronologia completa delle presenze e delle reti in nazionale ― Antille Olandesi | Cronologia completa delle presenze e delle reti in nazionale ― Antille Olandesi | Cronologia completa delle presenze e delle reti in nazionale ― Antille Olandesi | Cronologia completa delle presenze e delle reti in nazionale ― Antille Olandesi | Cronologia completa delle presenze e delle reti in nazionale ― Antille Olandesi | Cronologia completa delle presenze e delle reti in nazionale ― Antille Olandesi | Cronologia completa delle presenze e delle reti in nazionale ― Antille Olandesi | Cronologia completa delle presenze e delle reti in nazionale ― Antille Olandesi |
| Data                                                                            | Città                                                                           | In casa                                                                         | Risultato                                                                       | Ospiti                                                                          | Competizione                                                                    | Reti                                                                            | Note                                                                            |
| ------------------------------------------------------------------------------- | ------------------------------------------------------------------------------- | ------------------------------------------------------------------------------- | ------------------------------------------------------------------------------- | ------------------------------------------------------------------------------- | ------------------------------------------------------------------------------- | ------------------------------------------------------------------------------- | ------------------------------------------------------------------------------- |
| 18-2-2004                                                                       | Saint John's                                                                    | Antigua e Barbuda                                                               | 2 – 0                                                                           | Antille Olandesi                                                                | Qual. Mondiali 2006                                                             | -                                                                               |                                                                                 |
| 12-6-2004                                                                       | Willemstad                                                                      | Antille Olandesi                                                                | 1 – 2                                                                           | Honduras                                                                        | Qual. Mondiali 2006                                                             | -                                                                               |                                                                                 |
| 19-6-2004                                                                       | San Pedro Sula                                                                  | Honduras                                                                        | 4 – 0                                                                           | Antille Olandesi                                                                | Qual. Mondiali 2006                                                             | -                                                                               |                                                                                 |
| Totale                                                                          |                                                                                 | Presenze                                                                        | 3                                                                               |                                                                                 | Reti                                                                            | 0                                                                               |                                                                                 |

## Palmarès

### Giocatore

#### Competizioni nazionali
- Coppa dei Paesi Bassi: 1

Feyenoord: 1990-1991